# آب‌روندگان
آب‌روندگان (نام علمی: Mesoveliidae) نام یک تیره از بالاخانواده آب‌رونده‌واران است.